# ملف الرسومات التدريجي
ملف الرسومات التدريجي (بالإنجليزية: Progressive Graphics File)‏ هو صيغة للصور المرسومة بواسطة رسوميات نقطية والمعتمدة على تقنية الموجات الصغيرة، وتستخدم ضغط البيانات بطريقة غير مؤدية للخسارة وبطريقة مؤدية للخسارة أيضًا. تم إنشاء ملف الرسومات التدريجي لتحسين صيغة جيه بيه إي جي واستبدالها. تم تطويرها في نفس الوقت مع صيغة جيه بيه إي جي 2000، ولكن بالتركيز على السرعة على حساب نسبة الضغط.
يمكن لصيغة ملف الرسومات التدريجي العمل بنسب ضغط أعلى دون الحاجة إلى المزيد من وقت الترميز / فك التشفير ودون إنتاج الآثار الطبيعية "المتعلقة بالكتل والضبابية" لمعيار جيه بيه إي جي الأصلي المعتمد على تحويل الجزئيات التكاملية DCT. كما أنه يتيح تنزيلات تدريجية أكثر تطورًا.

## نماذج الألوان
تدعم صيغة ملف الرسومات التدريجي مجموعة واسعة من نماذج الألوان:
- الصور الرمادية مع 1 و 8 و 16 أو 31 بت في البكسل الواحد
- الألوان المُفَهرسة مع حجم لوحة الألوان يصل إلى 256
- صورة RGB ملونة بـ 12 و 16 (الأحمر: 5 بت ، الأخضر: 6 بت ، الأزرق: 5 بت) ، 24 أو 48 بت في البكسل الواحد
- صورة ARGB ملونة بـ 32 بت في البكسل الواحد
- صورة Lab ملونة بـ 24 أو 48 بت في البكسل الواحد
- صورة CMYK ملونة بـ 32 أو 64 بت في البكسل الواحد